# Allt om PC
Allt om PC var en tidskrift som gavs ut av First Publishing Group AB. Tidningen var inriktad på tre ämnen, datorsäkerhet, Windows och steg för steg guider. 
Under 2011 såldes Allt om PC till IDG, och slogs ihop med PC för Alla.

## Chefredaktörer
- 2003–2006, 2007–2010 Tommy K Johansson
- 2006 Henrik Möllberg[2]
- 2010–2011 Peter Ahlqvist